# Ptilinopus porphyreus
Ptilinopus porphyreus là một loài chim trong họ Columbidae.